# Haikouichthys ercaicunensis
A Haikouichthys ercaicunensis egy kora kambriumi gerinchúros élőlény. A legősibb ismert koponyások egyike, mely nagyjából 530 millió évvel ezelőtt élt. A faj holotípusát a kínai Maotianshan-palában (Yunnan tartomány, Chengjiang megye) fedezték fel.
A holotípus fosszíliájának hossza 25 mm. Teste feji és törzsi részre tagolódik. A fejen legalább hat, de akár kilenc kopoltyúnyílás is lehetett. A gerinchúrnak csak egy rövid szakasza ismerhető fel az egyetlen ismert példányban. Törzsének dorzális részén jól kivehető az úszósugarakkal ellátott hátúszó. A test ventrális részén megfigyelhető tizenhárom körkörös képlet, amik talán ivarmirigyek vagy nyálkatermelő szervek lehettek, de erre vonatkozóan semmi nem állítható biztosan.

## Fordítás
- Ez a szócikk részben vagy egészben  a   Haikouichthys című angol Wikipédia-szócikk ezen változatának fordításán alapul.  Az eredeti cikk szerkesztőit annak laptörténete sorolja fel. Ez a jelzés csupán a megfogalmazás eredetét és a szerzői jogokat jelzi, nem szolgál a cikkben szereplő információk forrásmegjelöléseként.

## Lásd még
- Kambriumi robbanás